# 土耳其总统旗
土耳其总统旗（土耳其语：Cumhurbaşkanı）是土耳其共和国的国家元首兼武装部队最高统帅-总统的旗帜。

## 象徵
由土耳其国旗加一个有十六道光芒的太阳、十六颗星星组成。土耳其总统网站宣称太阳代表了目前的土耳其共和国，光芒和星星象征着历史上十六个曾由突厥人建立的“帝国”。此概念1969年由土耳其制图者阿基伯·乌兹别克（Akib Özbek）首先提出，在1980年代被以时任总统凯南·埃夫伦为首的土耳其政府广泛提倡。在此之前，土耳其总统印及总统旗上的十六颗星本代表塞尔柱帝国之后十六个安纳托利亚诸贝伊国。
十六个帝国是：
- 匈奴帝国，前204 - 公元216年
- 西匈奴帝国，公元48 - 216年
- 匈人帝國，375 - 454年
- 嚈哒帝国，420 - 552年
- 突厥帝国，552 - 743年
- 阿瓦尔帝国，562 - 796年
- 可萨帝国，602 - 1016年
- 回鹘汗国，740 - 1335年
- 喀喇汗国，932 - 1212年
- 加兹尼王国，962 - 1183年
- 塞尔柱帝国，1040 - 1157年
- 花剌子模，1077 - 1231年
- 金帐汗国，1224 - 1502年
- 帖木儿帝国，1369 - 1507年
- 莫卧儿帝国，1526 - 1858年
- 奥斯曼帝国，1299 - 1922年

其中除了塞尔柱帝国和奥斯曼帝国外，其余历史国家与今天的土耳其并没有领土上的交集；而回鹘汗国、喀喇汗国、金帐汗国等也是今天裕固族、维吾尔族、韃靼族等民族先民的国家。

## 脚注
1. ↑  H. Feridun Demokan, Contemporary Turkey: Geography, History, Economy, Art, Tourism, Demokan, 1978, p. 4. Necdet Evliyagil, Sami Güner, Basın-Yayın Genel Müdürlüğü, Ajans-Türk, Türkiye: Cumhuriyetin 50. Yıl Kitabı, Ajans-Türk Matbaacılık Sanayii, 1973.
2. ↑  .   [2022-07-12]. （原始内容存档于2016-03-04）.
3. ↑  X. Türk Tarih Kongresi, Türk Tarih Kurumu Basımevi, 1994, p. 2947. （土耳其語）)